# Howard Morris
Howard Jerome Morris (n. 4 septembrie 1919, New York City, New York, SUA – d. 21 mai 2005, Hollywood, California, SUA) a fost un actor, comic și regizor de film american. El a fost cel mai bine cunoscut pentru rolul lui Ernest T. Bass din The Andy Griffith Show  și ca „Unchiul Goopy” din serialul de comedie Your Show of Shows (1954) creat de Sid Caesar. De asemenea, a avut câteva roluri de voce pentru seriale de televiziune ca Aventuri în epoca de piatră (1962-1965), Familia Jetson (1962-1987), Atom-furnica (1965-1966) și Garfield și prietenii (1988-1994). 

## Filmografie

### Film
- Munro (1961) - narator
- Boys Night Out (1962) - Howard McIllenny
- 40 Pounds of Trouble (1962) - Julius
- The Nutty Professor (1963) - Elmer Kelp
- Loopy DeLoop (Habit Rabbit) (1963, Short) - Raymond (voce)
- Fluffy (1965) - Sweeney
- Winnie the Pooh and the Honey Tree (1966, Short) - Gopher (voce)
- Alice of Wonderland in Paris (1966) - The Frowning Prince / King (segment "The Frowning Prince") / Grand Wizard (voce)
- Way...Way Out (1966) - Schmidlap
- The Big Mouth (1967) - Cameo Role (nemenționat)
- With Six You Get Eggroll (1968) - Hippie in Police Station (nemenționat)
- Winnie the Pooh and the Blustery Day (1968, Short) - Gopher (voce)
- Don't Drink the Water (1969) - Getaway Pilot (nemenționat)
- The Comic (1969) - Pedestrian Gag Man in Love Honor and Oh Boy (nemenționat)
- Daffy Duck and Porky Pig Meet the Groovie Goolies (1972) - Franklin 'Frankie' Frankenstein / Wolfgang 'Wolfie' Wolfman / Mummy / "Hauntleroy" (voce)
- Ten from Your Show of Shows (1973)
- The Many Adventures of Winnie the Pooh (1977) - Gopher (voce)
- High Anxiety (1977) - Professor Lilloman
- History of the World, Part I (1981) - Court Spokesman (The Roman Empire)
- Splash (1984) - Dr. Zidell
- Return to Mayberry (1986, Film TV) - Ernest T. Bass
- End of the Line (1987) - Hobo
- The Good, the Bad, and Huckleberry Hound (1988, Film TV) - Mr. Peebles / Chuckling Chipmunk / Governor / Dentist
- Transylvania Twist (1989) - Marinas Orlock
- Life Stinks (1991) - Sailor
- Tom and Jerry: The Movie (1992) - Squawk (voce)
- I Yabba-Dabba Do! (1993, Film TV) - (voce)
- Hollyrock-a-Bye Baby (1993, Film TV) - Bird (voce)
- A Flintstones Christmas Carol (1994, Film TV) - (voce)
- Lasting Silents (1997) - Julius Davis
- The Wonderful Ice Cream Suit (1998) - Leo

### Televiziune
- The Twilight Zone (1963) (serial TV) - sezonul 4 - episodul 12 - I Dream of Genie - George P. Hanley
- Wanted: Dead or Alive (1961) - episodul - Detour - Clayton Armstrong
- Alfred Hitchcock Presents (1962) - episodul - Most Likely to Succeed
- Thriller (1962) (U.S. TV series) - sezonul 2 - episodul 29 - The Lethal Ladies
- The Flintstones (1962–1965) - 28 episoade - Doctor / Boy / Pilot / Soldier #1 / Sergeant / Cop / Bird #1 / Mr. Rockhard / Charles / Coach / Cat / Boy #1 / Boy #3 / Rodney Whetstone / Dr. Pilldown / Monkey / Letter Opening Bird / Turtle #2 / Guy in Crowd / Clerk / Kid / Porcupine / The Kissing Burglar / Henry / Cop #1 / Ted Stonevan / Tex Bricker / Filbert / Knitting Kneedle / Chisel Bird / Turtle Butler / Jimmy / Quartz / Member #2 / Member #4 / Ticket Taker / Reporter / Guard / Announcer / Pilot / Traffic Cop / Black Lamb / Eddie / Clam / Turtle / Manager / Customer / Dr. Corset / Brick / Bird / Man #1 / Man #3 / Man #4 / Ollie / Slag / Card Player #2 / Bobby / Announcer / Parrot / Herman / Chimp / Horse / Sam / BirdGeneral / Peter / Al / Mop / Tortoise / Mammoth / Alligator / Detective #2 / Hotrock / Oyster / Traffic Cop #2 / Kid #2 / Monkey #2 / Elmo / Elephant / Lucy / TV Announcer / Cat / Buffalo #3 / Emcee / Bird in Tree / Rockoff / Official / Proprietor / Joe / Tall Detective / Customs Man / Percy / Pa / Slab / Possum / 1st Dinosaur / Attendant / Treasurer / Scotsman / Baggage Monkey / Reggie / Horn Bird / Dragon / Actor / Doc / Jethro Hatrock / Spider / Flower / 'Uncle' / TV Announcer / Weirdly Gruesome / The Kissing Burglar / Slab / Waiter
- The Jetsons (1962–1987) - 14 episoade - Harlan / Bank Security Guard #1 / Traffic Cop / Molecular Motors Video Tailor #2 / Montique Jetson / Nimbus the Great / George's Conscience / Willie / Mr. Tweeter / Emcee / Jet Screamer / Henry Orbit (1 episode) / Boppo Crushstar / CB / Bus Driver
- The Dick Van Dyke Show (1963) - episodul - The Masterpiece - Mr. Holdecker
- Beetle Bailey (1963) - Beetle Bailey / Gen. Halftrack / Lt. Fuzz / Otto / Chaplain Staneglass / Rocky
- The Andy Griffith Show (1963–1965) - 8 episoade - Ernest T. Bass / Radio Announcer / Leonard Blush / George - the TV Repairman
- Make Room for Daddy (1964) - episodul - The Leprechaun - Sean
- The Magilla Gorilla Show (1964–1965) - Mr. Peebles
- Punkin' Puss and Mushmouse (1964–1966) - Mushmouse
- Breezly and Sneezly (1964–1966) - Breezly Bruin
- The Secret Squirrel Show (1965) - Voci suplimentare
- The Famous Adventures of Mr. Magoo (1965) - Prince Valor / Flattop / Egeus / Peter Quince / Demetrius
- The Atom Ant Show (1965–1966) - Atom Ant
- Alice in Wonderland or What's a Nice Kid Like You Doing in a Place Like This? (1966) - TV special - The White Rabbit
- The Archie Show (1968–1978) - Forsythe "Jughead" Jones, "Big Moose" Mason and Dilton Doiley
- The Banana Splits in Hocus Pocus Park (1972) - Hocus / Pocus
- My Favorite Martians (1973) - Tim O'Hara / Bill Brennan / Brad Brennan / Okey / Chump
- The Love Boat (1978) - Cruise ship passenger / Stand-up comedian
- The Plastic Man Comedy/Adventure Show (1979) - Doctor Dome
- Legends of the Superheroes (1979) - 2 x special TV - The Challenge and The Roast - Dr. Sivana
- Fantasy Island (1980–1983) - 2 episoade
- Shirt Tales- Shutter McBugg (1982)
- Trapper John, M.D. (1982–1984) - 5 episoade - Dr. Jerry Hannigan / Dr. Kauffman
- Alvin & the Chipmunks (1983)
- Deck the Halls with Wacky Walls (1983) - TV special - Crazylegs
- The Yellow Rose (1984) - episodul - Sport of Kings - Johnny Hogan
- The 13 Ghosts of Scooby-Doo (1985) - Bogel / Platypus Duck
- Star Fairies (1985) - TV special - Dragon Head #1
- Snorks (1985) - Voci suplimentare
- Paw Paws (1985–1986) - Trembly Paw
- The Flintstone Kids (1986-1988) - Voci suplimentare
- Galaxy High (1986) - Professor Einstein / Luigi La Bounci
- Sesame Street (1986–1993) - 4 episoade - Jughead Jones
- Adventures of the Gummi Bears (1987) - Sir Paunch
- DuckTales (1987–1989) - Dr. Von Swine / Happy Jack / Voci suplimentare
- Little Clowns of Happytown - Mr. Pickleherring
- Superman (1988) - episodul - Triple-Play/The Circus - Prankster / Oswald Loomis
- The New Yogi Bear Show (1988) - Voci suplimentare
- Fantastic Max (1988-1989) - Voci suplimentare
- Police Academy (1988-1989) - Sweetchuck
- Garfield and Friends (1988–1994) - 121 episoade - Wade Duck / Fox / Wart / Worm / Wolf / Voci suplimentare
- The Further Adventures of SuperTed (1989) - Polka Face
- The Adventures of Ronald McDonald: McTreasure Island (1989) - Video Short - Hamburglar / Ben Gunn
- Murder, She Wrote (1989) - episodul - Something Borrowed, Someone Blue - Uncle Ziggy
- Midnight Patrol: Adventures in the Dream Zone (1990) - Dr. Akenhoffer
- Chip 'n Dale: Rescue Rangers (1990) -  Maltese de Sade
- Yo Yogi! (1991) - Murray / Voci suplimentare
- TaleSpin (1991) - Chief of Mondo Bondo / King Amok / Radio Announcer 2 / 18th Class Postal Clerk
- Dumb and Dumber (1995) - Daddy / Old Man #2
- Duckman: Private Dick/Family Man (1996) - Ernest T. Glob
- Cow and Chicken (1997–1999) - Flem / P.A. Announcer / Goon / Man 3 (2) / Man 3 (10) / Paramedic / Cootie Victim 1 / Intercom Voice / Pig / Kid (5) / Peasant (3) / General 1 / Peasant (4) / Kid 3 (4) / Man (6)
- Baywatch (1996) - Fella/Arthur
- I Am Weasel (1997–2000) - Voci suplimentare
- The Wild Thornberrys (1999) - Lion #1 / Zebra
- All Grown Up! (2004) - Doctor

### Ca regizor
- The Dick Van Dyke Show (1963–1965) - 5 episoade - The Ballad of the Betty Lou / A Nice, Friendly Game of Cards / Scratch My Car and Die / The Return of Edwin Carp / The Case of the Pillow
- The Andy Griffith Show (1964) - 8 episoade - Barney's Bloodhound / The Darling Baby / Andy and Helen Have Their Day / Three Wishes for Opie / Otis Sues the County / My Fair Ernest T. Bass / Barney's Physical / Family Visit
- Get Smart (1965) - episodul - Mr. Big
- The Patty Duke Show (1965) -
- Bewitched (1965–1966) - 3 episoade - We're in for a Bad Spell / Junior Executive / Prodigy
- Hogan's Heroes (1965-1967) - 14 episodes
- A Secret Agent's Dilemma, or A Clear Case of Mind Over Mata Hari (1965) - Film TV
- Good Old Days (1966) - Film TV
- Laredo (1966) - episodul - That's Noway, Thataway
- Who's Minding the Mint? (1967)
- With Six You Get Eggroll (1968)
- Don't Drink the Water (1969)
- Laverne & Shirley (1977) - episodul - Frank's Fling
- Goin' Coconuts (1978)
- The Beatrice Arthur Special (1980) - Film TV
- The Love Boat (1981) - sezonul 4 episodul 14 From Here to Maternity / Jealousy / The Trigamist
- Trapper John, M.D. (1985–1986) - 2 episoade - Billboard Barney & Life, Death and Dr. Christmas